# Tour de France 1953
40. Tour de France rozpoczął się 3 lipca w Strasburgu, a zakończył 26 lipca 1953 roku w Paryżu. W klasyfikacji generalnej zwyciężył Francuz Louison Bobet, w klasyfikacji górskiej najlepszy był Hiszpan Jesús Loroño, a w klasyfikacji drużynowej zwyciężyła po raz pierwszy Holandia. W tej edycji po raz pierwszy wprowadzono klasyfikację punktową, w której najlepszy okazał się Szwajcar Fritz Schär.

## Drużyny
- Włochy
- Szwajcaria
- Belgia
- Hiszpania
- Luksemburg
- Holandia
- Francja
- Nord-Est/Centre
- Sud-Est
- Ouest
- Sud-Ouest

## Etapy
| Etap | Data     | Trasa                          | Dystans   | Zwycięzca            | Lider wyścigu      |
| ---- | -------- | ------------------------------ | --------- | -------------------- | ------------------ |
| 1    | 3 lipca  | Strasburg – Metz               | 195 km    | Fritz Schär          | Fritz Schär        |
| 2    | 4 lipca  | Metz – Liège                   | 227 km    | Fritz Schär          | Fritz Schär        |
| 3    | 5 lipca  | Liège – Lille                  | 221 km    | Stanislas Bober      | Fritz Schär        |
| 4    | 6 lipca  | Lille – Dieppe                 | 188 km    | Gerrit Voorting      | Fritz Schär        |
| 5    | 7 lipca  | Dieppe – Caen                  | 200 km    | Jean Malléjac        | Roger Hassenforder |
| 6    | 8 lipca  | Caen – Le Mans                 | 206 km    | Martin Van Geneugden | Roger Hassenforder |
| 7    | 9 lipca  | Le Mans – Nantes               | 181 km    | Livio Isotti         | Roger Hassenforder |
| 8    | 10 lipca | Nantes – Bordeaux              | 345 km    | Jan Nolten           | Roger Hassenforder |
| 9    | 12 lipca | Bordeaux – Pau                 | 197 km    | Fiorenzo Magni       | Fritz Schär        |
| 10   | 13 lipca | Pau – Cauterets                | 103 km    | Jesús Loroño         | Fritz Schär        |
| 11   | 14 lipca | Cauterets – Bagnères-de-Luchon | 115 km    | Jean Robic           | Jean Robic         |
| 12   | 15 lipca | Bagnères-de-Luchon – Albi      | 228 km    | André Darrigade      | François Mahé      |
| 13   | 16 lipca | Albi – Béziers                 | 189 km    | Nello Lauredi        | Jean Malléjac      |
| 14   | 17 lipca | Béziers – Nîmes                | 214 km    | Bernard Quennehen    | Jean Malléjac      |
| 15   | 18 lipca | Nîmes – Marsylia               | 173 km    | Maurice Quentin      | Jean Malléjac      |
| 16   | 19 lipca | Marsylia – Monako              | 236 km    | Wim van Est          | Jean Malléjac      |
| 17   | 21 lipca | Monako – Gap                   | 261 km    | Wout Wagtmans        | Jean Malléjac      |
| 18   | 22 lipca | Gap – Briançon                 | 165 km    | Louison Bobet        | Louison Bobet      |
| 19   | 23 lipca | Briançon – Lyon                | 227 km    | Georges Meunier      | Louison Bobet      |
| 20   | 24 lipca | Lyon – Saint-Étienne           | ITT 70 km | Louison Bobet        | Louison Bobet      |
| 21   | 25 lipca | Saint-Étienne – Montluçon      | 210 km    | Wout Wagtmans        | Louison Bobet      |
| 22   | 26 lipca | Montluçon – Paryż              | 328 km    | Fiorenzo Magni       | Louison Bobet      |

## Liderzy klasyfikacji po etapach
| Etap                 | Zwycięzca            | Klasyfikacja generalna | Klasyfikacja punktowa | Klasyfikacja górska | Klasyfikacja drużynowa |
| -------------------- | -------------------- | ---------------------- | --------------------- | ------------------- | ---------------------- |
| 1                    | Fritz Schär          | Fritz Schär            | Fritz Schär           | brak                | Holandia               |
| 2                    | Fritz Schär          | Fritz Schär            | Fritz Schär           | Wout Wagtmans       | Holandia               |
| 3                    | Stanislas Bober      | Fritz Schär            | Fritz Schär           | Wout Wagtmans       | Holandia               |
| 4                    | Gerrit Voorting      | Fritz Schär            | Fritz Schär           | Wout Wagtmans       | Holandia               |
| 5                    | Jean Malléjac        | Roger Hassenforder     | Fritz Schär           | Wout Wagtmans       | Nord-Est/Centre        |
| 6                    | Martin Van Geneugden | Roger Hassenforder     | Fritz Schär           | Wout Wagtmans       | Nord-Est/Centre        |
| 7                    | Livio Isotti         | Roger Hassenforder     | Fritz Schär           | Wout Wagtmans       | Nord-Est/Centre        |
| 8                    | Jan Nolten           | Roger Hassenforder     | Fritz Schär           | Wout Wagtmans       | Nord-Est/Centre        |
| 9                    | Fiorenzo Magni       | Fritz Schär            | Fritz Schär           | Wout Wagtmans       | Nord-Est/Centre        |
| 10                   | Jesús Loroño         | Fritz Schär            | Jean Robic            | Jesús Loroño        | Nord-Est/Centre        |
| 11                   | Jean Robic           | Jean Robic             | Jean Robic            | Jean Robic          | Nord-Est/Centre        |
| 12                   | André Darrigade      | François Mahé          | Jean Robic            | Jean Robic          | Nord-Est/Centre        |
| 13                   | Nello Lauredi        | Jean Malléjac          | Fritz Schär           | Jean Robic          | Nord-Est/Centre        |
| 14                   | Bernard Quennehen    | Jean Malléjac          | Fritz Schär           | Jean Robic          | Nord-Est/Centre        |
| 15                   | Maurice Quentin      | Jean Malléjac          | Fritz Schär           | Jesús Loroño        | Nord-Est/Centre        |
| 16                   | Wim van Est          | Jean Malléjac          | Fritz Schär           | Jesús Loroño        | Nord-Est/Centre        |
| 17                   | Wout Wagtmans        | Jean Malléjac          | Fritz Schär           | Jesús Loroño        | Nord-Est/Centre        |
| 18                   | Louison Bobet        | Louison Bobet          | Fritz Schär           | Jesús Loroño        | Holandia               |
| 19                   | Georges Meunier      | Louison Bobet          | Fritz Schär           | Jesús Loroño        | Holandia               |
| 20                   | Louison Bobet        | Louison Bobet          | Fritz Schär           | Jesús Loroño        | Holandia               |
| 21                   | Wout Wagtmans        | Louison Bobet          | Fritz Schär           | Jesús Loroño        | Holandia               |
| 22                   | Fiorenzo Magni       | Louison Bobet          | Fritz Schär           | Jesús Loroño        | Holandia               |
| Klasyfikacja końcowa | Klasyfikacja końcowa | Louison Bobet          | Fritz Schär           | Jesús Loroño        | Holandia               |

## Klasyfikacje
|     | Zawodnik          | Zespół     | Czas         |
| --- | ----------------- | ---------- | ------------ |
| 1.  | Louison Bobet     | Francja    | 129h 23' 25" |
| 2.  | Jean Malléjac     | Ouest      | +14' 18"     |
| 3.  | Giancarlo Astrua  | Włochy     | +15' 02"     |
| 4.  | Alex Close        | Belgia     | +17' 35"     |
| 5.  | Wout Wagtmans     | Holandia   | +18' 05"     |
| 6.  | Fritz Schär       | Szwajcaria | +18' 44"     |
| 7.  | Antonin Rolland   | Francja    | +23' 03"     |
| 8.  | Nello Lauredi     | Francja    | +26' 03"     |
| 9.  | Raphaël Géminiani | Francja    | +27' 18"     |
| 10. | François Mahé     | Ouest      | +28' 26"     |

|    | Zawodnik       | Zespół          | Punkty |
| -- | -------------- | --------------- | ------ |
| 1. | Jesús Lorono   | Hiszpania       | 54     |
| 2. | Louison Bobet  | Francja         | 36     |
| 3. | Joseph Mirando | Sud-Est         | 30     |
| 4. | Gilbert Bauvin | Nord-Est-Centre | 25     |
| 5. | Jean Le Guilly | Francja         | 24     |

|    | Zawodnik          | Zespół     | Punkty |
| -- | ----------------- | ---------- | ------ |
| 1. | Fritz Schär       | Szwajcaria | 271    |
| 2. | Fiorenzo Magni    | Włochy     | 307    |
| 3. | Raphaël Géminiani | Francja    | 406    |
| 4. | Antonin Rolland   | Francja    | 413    |
| 5. | Wim van Est       | Holandia   | 440    |

| Poz. | Kraj            | Czas         |
| ---- | --------------- | ------------ |
| 1.   | Holandia        | 387h 42' 54" |
| 2.   | Francja         | +11' 07"     |
| 3.   | Nord-Est/Centre | +23' 22"     |
| 4.   | Belgia          | +54' 57"     |
| 5.   | Ouest           | +1h 07' 51"  |